# Rodolfo Sánchez Taboada
Rodolfo Sánchez Taboada (Acatzingo de Hidalgo, 1895 - Cidade do México, 1955) Foi um militar e político Mexicano. Atuou como Governador da Baixa Califórnia, presidente do Partido Revolucionário Institucional e secretário da Marinha.
Como militar, atuou na luta contra os Zapatistas no estado de Morelos, em 1914. Já no âmbito político, governou a Baixa Califórnia, entre os anos de 1937 à 1944.  Ascendeu rapidamente no PRI, ocupando diversos cargos diretivos do partido, até alcançar a executiva nacional, sendo umas das figuras chave da eleição de Adolfo Ruiz Cortines, em 1952.
1. ↑  «Baja California - Rodolfo Sánchez Taboada». web.archive.org. 27 de abril de 2005. Consultado em 15 de dezembro de 2020